# Ambae
Ambae o Aoba es una isla de origen volcánico localizada en el archipiélago de Vanuatu. Su población en 2009 era de 10 407 habitantes. Las islas más cercanas son Maewo y la isla de Pentecostés a unos 30 km de distancia. Es una de las tres islas de la provincia de Penama. Espíritu Santo, la isla más grande del archipiélago, está a unos 50 km.

## Historia
El primer avistamiento registrado por los europeos fue realizado por la expedición española de Pedro Fernández de Quirós en la primavera de 1606.
La brumosa vista de Ambae desde la vecina Espíritu Santo, que sirvió como una importante base aérea de la Segunda Guerra Mundial, inspiró el mítico Bali Ha'i en los Tales of the South Pacific de James Michener.